# マツダ・フレアワゴン
フレアワゴン（FLAIR WAGON）は、スズキが生産・マツダが販売する軽トールワゴン（軽スーパーハイトワゴン）であり、パレット(初代)及びその後継車種スペーシア(2代目以降)の姉妹車である。そのため、2代目以降の世代数はスペーシアより一つ多くなる。

## 概要
2008年9月に生産を終了したスピアーノ（2002年2月15日発売、アルトラパンベース）以来となる新型軽自動車として、2012年6月26日に販売を開始した。マツダが発売する他の軽自動車同様スズキからのOEM車種である。なお、フレアワゴンでは、スクラムやAZ-オフロードと同様、専用のフロントフェイスを与えるなどの差別化は行わず、エンブレム類などの小変更にとどめている。また、3代目プレマシー、CX-5同様、リアには「MAZDA」のロゴエンブレムは装着されず、左側に車名エンブレムが装着されている。
初代モデルに関しては「LS」と「ISリミテッド」に装着していたホイールキャップはパレットやルークスと異なっていたが、4代目ワゴンRやAZ-ワゴンと共通のものであった。「XS」と「TS」に装着していたホイールキャップはパレットと同じものであった。
3代目のベースとなる2代目スペーシアには、2022年秋に軽ライトバン系モデル（スペーシア・ベース）が追加されたが、本製品には軽ライトバン系モデルは設定されていない。

## 初代 MM21S型（2012年 - 2013年）
2012年6月26日
発表、販売開始。
初代はパレットをベースとしており、グレード体系はパレットと同一ながら、グレード名は「LS（ルークス「E」に相当）」・「XS（同「X」（4WDのみ）に相当。）」・「TS（ルークスは該当グレードなし）」となる。併せて、アイドリングストップシステムやヒルホールドコントロールを備えた特別仕様車「ISリミテッド（パレット「ISセレクション」相当）」も用意された。ただし、スポーティーモデルの「パレットSW」及び「ルークス」の「ハイウェイスター」に相当するグレードは設定されず、ボディカラーにおいてもクリアベージュメタリックのみ設定されなかった。また、「ルークス」ではオプション設定がない、バックモニター付CDプレーヤーは対象グレードが「XS」の4WD車及び「ISリミテッド」のみに縮小されながらもオプション設定されている。
エンジン・トランスミッションはパレットと同じで、エンジンは「LS」・「XS」には40kW（54PS）のK6A型自然吸気エンジンを、「TS」には47kW（64PS）のK6A型インタークーラーターボエンジンをそれぞれ搭載しており、トランスミッションは日産自動車とジヤトコが共同で開発した副変速機構付CVTのみを設定する。また、「LS」と「XS」の2WD車は「平成27年度燃費基準」を達成している。
なお、ベースとなったパレットは日産自動車へもルークスの車名でOEM供給が行われており、6代目スズキ・アルト、5代目キャロル、日産・ピノ（2010年1月販売終了）以来となる3姉妹（兄弟）車種となった。また、ベース車種のパレットが後継車種のスペーシアの発表に伴って2013年3月で生産を終了し、同月にフレアワゴンのフルモデルチェンジを発表したため、本代は約10ヶ月間しか販売されなかった。これは限定車を除けば新車販売期間としては極めて異例である。

## 2代目 MM32S/42S型（2013年 - 2018年）
2013年3月18日
フルモデルチェンジを発表（同年4月25日販売開始）。ベース車両をパレットの後継車種であるスペーシアに変更。
シリーズ車種のフレア（5代目スズキ・ワゴンRのOEM車種）や後期型キャロルエコ（スズキ・アルトエコのOEM車種）同様に、減速エネルギー回生システム「エネチャージ」・蓄冷技術「エコクール」を採用するとともに、停車前にアクセルを離した段階から燃料をカットし、ブレーキをかけて13km/h以下になると自動でエンジンを停止する停車前アイドリングストップ機能を備えたアイドリングストップシステムも装備。さらに、エンジンをR06A型に置換し、車体を最大90kg（初代「ISセレクション」と2代目「XS」の2WD車比）軽量化を行ったことで燃費を大幅に高め、全車「平成27年度燃費基準+20%」を達成した（なお、2015年4月に新設した平成32年度燃費基準にも対応し、「平成32年度燃費基準+10%」を達成した）。
グレード体系は「XG（スペーシア「G」相当）」と「XS（同「X」相当）」の2グレードを設定するが、スペーシアのターボ車である「T」に相当するグレードの設定がない。また、「XG」はスペーシア「G」ではオプション設定となっているスライドドアイージークロージャー（後席両側）、チルトステアリング、フロントアームレストボックス、運転席シートリフターを標準装備しているほか、ボディカラーの「キャンドルオレンジメタリック」と「フィズブルーパールメタリック」がフレアワゴンでは設定されない違いがある。なお、オーディオリモートコントロールスイッチ（シルバーベゼル）、スマートフォン連携ナビゲーションシステム（バックモニター&ワンセグTV&AM/FMラジオ&Bluetooth対応）、ハンズフリーマイク、外部入力端子のセットオプション設定はフレアワゴンにも用意されるほか、「XS」はスペーシア同様にルーフ・ドアミラー・フルホイールキャップを白塗装とした「2トーンカラー」も設定される。
2013年6月20日
先代では設定されなかった初のドレスアップモデル「フレアワゴン カスタムスタイル（以下、カスタムスタイル）」を発表（7月18日販売開始）。
スペーシアのスポーティモデルである「スペーシアカスタム」がベースとなっており、外観は2代目フレアワゴン同様エンブレム類の変更のみである。グレード体系はNAエンジン車の「XS（スペーシアカスタム「XS」相当）」とフレアワゴンでは唯一のターボ車である「XT（同「TS」相当）」の2グレードで、スペーシアカスタムの廉価グレードである「GS」に相当するグレードは設定されない。また、ボディカラーもオプションカラーの「スチールシルバーメタリック」はカスタムスタイルでは設定されない。主要装備内容も「スペーシアカスタム」の該当グレードに準じる。なお、フレアワゴン同様に前述の低燃費技術の採用により、ターボ車の「XT」を含め、全車「平成27年度燃費基準+20%」を達成する（2015年4月に新設された平成32年度燃費基準にも対応し、特に「XS」は「平成32年度燃費基準+10%」を達成）。併せて、フレアワゴン「XS」には後席右側（運転席側）ワンアクション電動スライドドア（挟み込み防止機構付き）とオートライト機能付ディスチャージヘッドランプのメーカーセットオプション設定を追加した（スペーシア「X」では左記の2つの装備品のどちらか一つのみを装備することも可能）。
2013年9月19日
一部改良（10月17日販売開始）。
スペーシア/スペーシアカスタムではセットオプション設定となっているレーダーブレーキサポート（衝突軽減ブレーキ）、誤発進抑制機能、エマージェンシーストップシグナル、DSC&TCS（スペーシア/スペーシアカスタムのDSPに相当、DSPはダイムラーの登録商標）の4点をすべて標準装備し、安全性能を強化。さらに、ノーマルタイプの「フレアワゴン」はフロントメッキグリルを新たに採用するとともに、廉価グレードの「XG」はフロントスタビライザーを追加し、タイヤサイズを14インチにサイズアップした。
2013年11月8日
新たに車いす移動車を発売。広い室内空間により、頭上・足元・後方空間にゆとりのある車いすスペースを実現し、折り畳み式のリアシートを採用したことでベース車と同等の後席スペースを確保した。また、ワンアクションで開閉できるテールゲート一体型スロープの採用によりスムーズに準備ができ、スロープそのものも段差がない1枚スロープで車いすでの乗り降りの際の振動を軽減。電動ウインチとワイヤレスリモコンを標準装備し、電動ウインチにはベルトをすばやく引き出せるフリーモードを備えたことで介護者の負担を軽減。車いす乗員用の3点式シートベルトと最適な位置にレイアウトされた手すりを備えるとともに、車いすをしっかり4点固定する固定ベルトも備えたことで走行時の安定感を実現した。
なお、フレアワゴンの車いす移動車は「XG」のみのモノグレード体系で、「リアシート無」仕様も設定。ボディカラーは「シルキーシルバーメタリック」と「パールホワイト（オプションカラー）」の2色を設定する（スペーシアの場合、「X」の車いす移動車（リアシート付仕様のみ）も設定されており、本グレードのみ、フレアワゴン未設定色の「フィズブルーパールメタリック」も選択可能）。
2013年11月23日
「2013-2014日本カー・オブ・ザ・イヤー」において、最も優れた軽自動車に与えられる「スモールモビリティ部門賞」を受賞した（スペーシアも同時受賞）。
2014年6月19日
特別仕様車「XS Limited」発売（本車種は先に発売されたスペーシア「Xリミテッド」に準じるが、フロントグリルはベース車のままである）。
「XS」をベースに、後席右側（運転席側）ワンアクション電動スライドドア（挟み込み防止機構付）、ディスチャージヘッドランプ（オートライト機能付）、スーパーUV&IR（赤外線）カットフロントドアガラス、運転席&助手席シートヒーター（2WD車のみ、4WD車はベース車に標準装備されている運手席シートヒーターを助手席にも装備）、リアヒーターダクト（2WD車のみ、4WD車はベース車に標準装備）、助手席バニティミラー、ステアリングオーディオスイッチ、スポイラー（フロント&リアアンダー、サイドアンダー、ルーフエンド）、ドアミラーLEDターンランプ、14インチアルミホイールを装備し、アウタードアハンドルをスチールシルバーメタリック塗装に、インテリアカラーをブラック基調に、メーターをカスタムスタイル仕様にそれぞれ変更し、オーディオガーニッシュ・ドアアームレスト・インサイドドアハンドルにシルバー加飾、シフトノブスイッチにメッキをそれぞれ採用した。
ボディカラーはカスタムスタイルに設定されている「クールカーキメタリック」が設定されない代わりに、「スチールシルバーメタリック（オプションカラー）」と特別設定色の「アーバンブラウンパールメタリック」を含む4色を設定した。
併せて、カスタムスタイルの仕様変更を行い、ボディカラーにおいて「ルナグレーパールメタリック」を廃止する替わりに、発売当初に設定されていなかった「スチールシルバーメタリック」が新たに設定された。
2014年11月13日
車いす移動車を一部改良（なお、スペーシアの「車いす移動車」とは異なり、従来通りモノグレード体系である）。
これまで非装備だったレーダーブレーキサポート、誤発進抑制機能、エマージェンシーストップシグナル、DSC&TCSを標準装備し、安全面を強化。また、グレードをこれまでの「XG」からエネチャージ&エコクール、アイドリングストップシステム、両側スライドドアイージークロージャー、チルトステアリング、運転席シートリフター、フロントスタビライザー、フロントアームレストボックス、フロント（ラジエータ）グリルバーのメッキ塗装を省き、タイヤサイズを13インチにスペックダウンした専用グレード「XE（スペーシア車いす移動車「E」相当）」に変更したことで、従来モデルに比べ、一律12.2万円値下げされた。
2015年5月28日
マイナーチェンジ。
NA車において、これまでの「エネチャージ」から、ISG（モーター機能付発電機）を搭載した「S-エネチャージ」に変更（なお、「S-エネチャージ」の搭載に伴い、排ガス記号がハイブリッドカーを示すDAAに、車両型式がMM42S型にそれぞれ変更され、性能の主要燃費向上対策の欄にハイブリッドシステムが追加明記される）。燃料を多く必要する加速時にモーターアシストを行うことでエンジン負荷を軽減。さらに、エンジンの圧縮比を11.5に高圧縮化したことで燃費を向上し、「平成32年度燃費基準+20%」を達成した。
安全面も強化し、これまでの「レーダーブレーキサポート」を発展し、フロント部分のレーダーを2つのカメラに替えたステレオカメラ方式の衝突被害軽減システム「デュアルカメラブレーキサポート」を新たに標準装備（スペーシアはオプション）。前方衝突被害軽減ブレーキ機能は検知する速度域を約5～100km/hに拡大し、車両に加えて歩行者にも対応。併せて、衝突の可能性があると判断するとブザー音とメーター内の表示によって警報する前方衝突警報機能、衝突の可能性が高まると警報と共に自動的に弱いブレーキを作動させてドライバーに衝突回避を促す前方衝突警報ブレーキ機能とこの機能が作動している時にドライバーがブレーキを踏むとブレーキアシストが作動して制動力を高める前方衝突被害軽減ブレーキアシスト機能を加えた。さらに、ステレオカメラを利用した機能として、従来の「レーダーブレーキサポート」にも備わっていた誤発進抑制機能[前進時]に加え、車線逸脱警報機能、ふらつき警報機能、先行車発進お知らせ機能を追加した。
また、「XS」・「カスタムスタイルXS」はフルオートエアコンに「ナノイー」を新たに搭載し、特別仕様車「XS Limited」に特別装備されていたスーパーUV&IRカットガラス（フロントドア）を標準装備。さらに、全車には車速約15km/hで全ドアが自動ロックし、停車後にシフトレバーを「P」にすることで全ドアが開錠する車速感応式オートドアロックや運転席シートヒーターを全車に標準装備し、4WD車には助手席シートヒーターも装備した。また、防音・防振材を追加することで高い静粛性を実現。「カスタムスタイルXS」は新たに後席右側（運転席側）ワンアクション電動スライドドア（挟み込み防止機構付）も標準装備した。
フロントデザインも刷新され、「XG」・「XS」はフロントグリルのワンポイントメッキを新デザインに変更し、バンパーを張り出しの大きいデザインに変更。「カスタムスタイルXS」はメッキミドルグリル、メッキフードガーニッシュ、フロントバンパーのホワイトLEDイルミネーションを追加し、バンパーのデザインを変更。フロントグリルのLEDイルミネーションをブルーに変更した。ボディカラーも変更を行い、共通色の「パールホワイト（オプションカラー）」を後期型フレア採用色の「クリスタルホワイトパール（オプションカラー）」に入れ替えたほか、「XG」・「XS」は専用色の「フォレストアクアメタリック」を新色の「フレンチミントパールメタリック」に入れ替え（「XS」に設定の2トーンカラーも同様に入れ替え）、7代目キャロル採用色の「シフォンアイボリーメタリック」を追加。カスタムスタイルは「ミステリアスバイオレットパール」を3代目スクラムワゴン採用色の「ムーンライトバイオレットパールメタリック（オプションカラー）」に入れ替え、専用色の「フェニックスレッドパール（スペーシアカスタムでは継続採用、後にスペーシア専用色となる）」を一旦廃止する代わりに、特別仕様車「XS Limited」専用色だった「アーバンブラウンパール」を追加。また、「XG」と「XS」はボディカラーで「シルキーシルバーメタリック」か「ブルーイッシュブラックパール3」を選択した場合、内装色が新色のグレーとなった。
さらに、カスタムスタイルには、マルチリフレクターフロントフォグランプをハロゲンに、アウタードアハンドルをボディ同色に、バニティミラー（チケットホルダー付、運転席/助手席）を照明なしに、ステアリングをウレタンに、フルオートエアコンを「ナノイー」なしに、スピーカーをフロント2スピーカーにそれぞれグレードダウン、フロントグリルのLEDイルミネーションを白に変更し、スーパーUV&IRカットガラス（フロントドア）、ホワイトLEDイルミネーション（フロントバンパー）、サイドアンダースポイラー、後席・運転席側ワンアクション電動スライドドア（挟み込み防止機構付）、オーバーヘッドコンソールを非装備化した廉価グレード「カスタムスタイルXG（スペーシアカスタム「GS」相当）」を新設した。
2015年8月27日
NA車のマイナーチェンジ時に予告していたターボ車をマイナーチェンジ。前期型同様にカスタムスタイルのみの設定で、ノーマルタイプの設定はない。
NA車同様にISGを搭載したことで力強い走りと優れた燃費性能を確立し、2WD車は「平成32年度燃費基準+10%」、4WD車は「平成32年度燃費基準」をそれぞれ達成した。さらに、専用装備として、設定した速度（約45～100km/h）を自動的にキープし、長距離等でのドライバーの疲労を軽減させるクルーズコントロールと、Mレンジで7速マニュアルモードとなった際にシフトチェンジできるパドルシフトを標準装備した。グレード体系は前期型の「カスタムスタイルXT」から「カスタムスタイルXGターボ（スペーシアカスタム「GSターボ」相当）」と「カスタムスタイルXSターボ（同「XSターボ」相当）」に細分化された。
2017年1月12日
一部改良（ただし、2016年12月にスペーシアに追加された「スペーシアカスタムZ」に相当する仕様はフレアワゴンでは設定されない）。
ターボ車は従来2グレードあった仕様を「カスタムスタイルXSターボ」相当の仕様に集約し、グレード名を約1年5ヶ月ぶりに「カスタムスタイルXT」に戻した。併せて、カスタムスタイルは装備内容を強化し、防眩式ルームミラーを全車に、バックアイカメラを「カスタムスタイルXS」と「カスタムスタイルXT」にそれぞれ標準装備した（バックアイカメラはショップオプションのナビゲーション(バックアイカメラ連動モデル)を装着することで使用可能となり、ナビゲーションの装着時に電源ユニットとガーニッシュアタッチメントも必要となる）。
ボディカラーも一部変更し、「XG」・「XS」は「イノセントピンクパールメタリック」と入れ替えで、以前「カスタムスタイル」専用色として設定されていた「フェニックスレッドパール」を復活させた。「XS」に設定の2トーンカラーも「イノセントピンクパールメタリック」と入れ替えで「シフォンアイボリーメタリック」を追加。カスタムスタイルは「クールカーキパールメタリック」と「アーバンブラウンパールメタリック」を廃止（スペーシアの場合、「アーバンブラウンパールメタリック」はノーマルタイプ専用色に移行して継続設定）して4色に整理した。なお、スペーシアの一部仕様変更でノーマルタイプ専用色として追加した「ブリスクブルーメタリック」はフレアワゴンでは設定されない。「XG」・「XS」は内装色も変更となり、従来は一部ボディカラー設定時に適応していたグレー内装をモノトーン色全色に拡大し、ベージュ内装を2トーンカラー専用設定に変更した（スペーシアの場合、2トーンカラーはベージュ内装の他にグレー内装も選択可能である）。
2017年4月
仕様変更。「クリスタルホワイトパール」を2代目フレア設定色である「ピュアホワイトパール」に差し替えた。
2017年6月
仕様変更。「フレンチミントパールメタリック」を廃止。（「XS」に設定のホワイト2トーンルーフも含む）。前期型カスタムスタイルで設定されていた「ルナグレーパール」廃止時とは異なり、代替のカラーバリエーションの追加はなかったため、フレアワゴンでは5色展開となった。
また、同じ時期に、前輪の車輪速を検知するフロント車輪速センサーの内部に水が浸入、ショートすることによって、センサーから出力される車輪速信号に異常が生じ、ABS、横滑り防止装置、衝突被害軽減ブレーキが警告灯の点灯とともに機能を停止したり、停車しているのにもかかわらず、速度計の針が動くことがある現象が確認されたため、2013年4月から2017年5月までに製造された車両において、点検の結果、当該現象が確認された場合、フロント車輪速センサーの保証期間（新車登録日からの年数及び走行距離）を延長し、無償交換で対応することが発表された。
2017年12月22日
3代目へのフルモデルチェンジ発表に伴って1月に生産を終了し在庫分販売へ移行。ただし、スペーシアの場合同様、車いす移動車については、当面の間2代目モデルの販売が継続された。
2018年2月8日
3代目モデルの販売開始に伴い、2代目モデルのカタログ全グレードの販売が終了される。
2018年5月21日
車いす移動車のフルモデルチェンジに伴い、2代目モデルの販売がすべて終了となった。

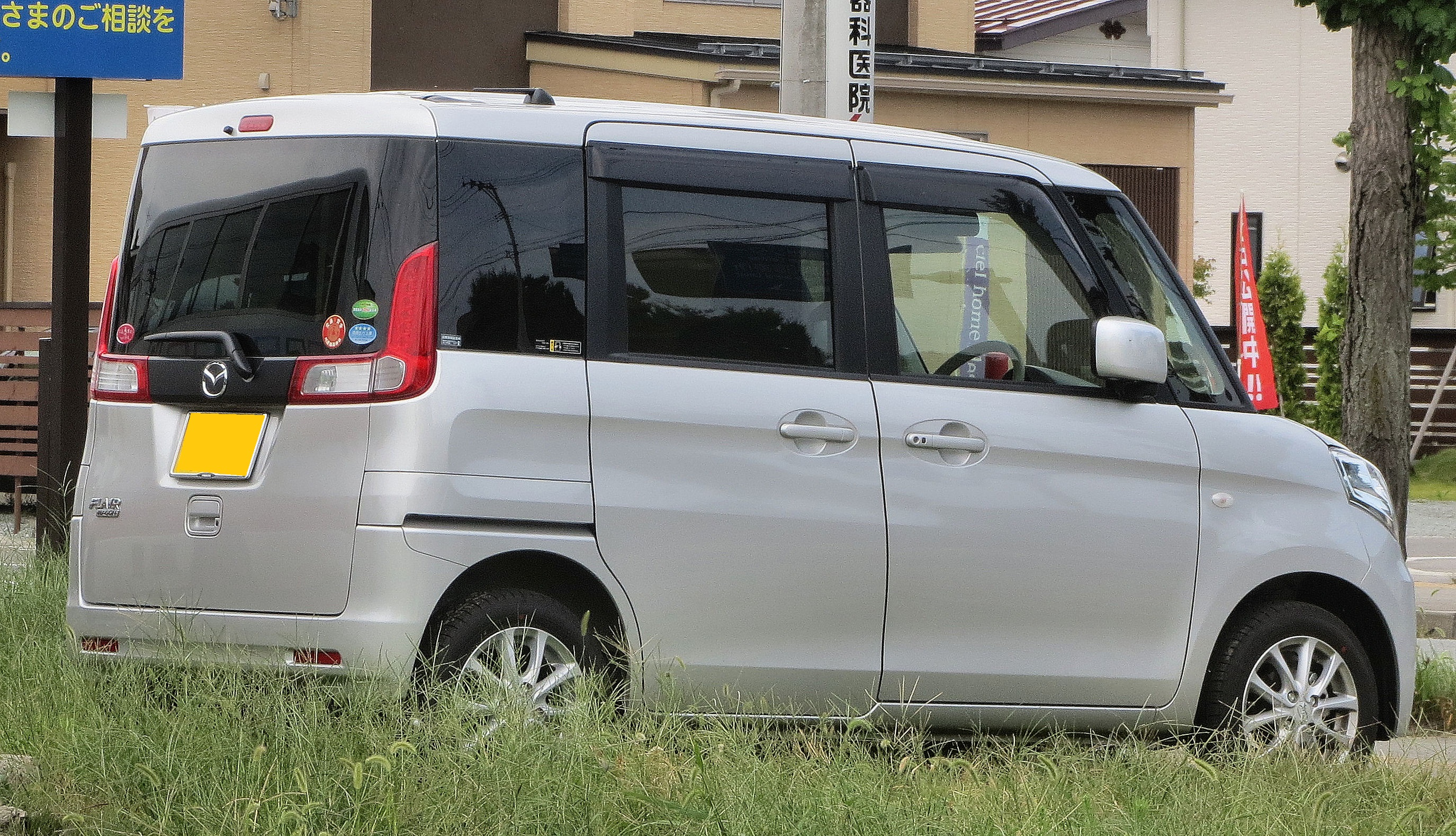
前期型 XS リア
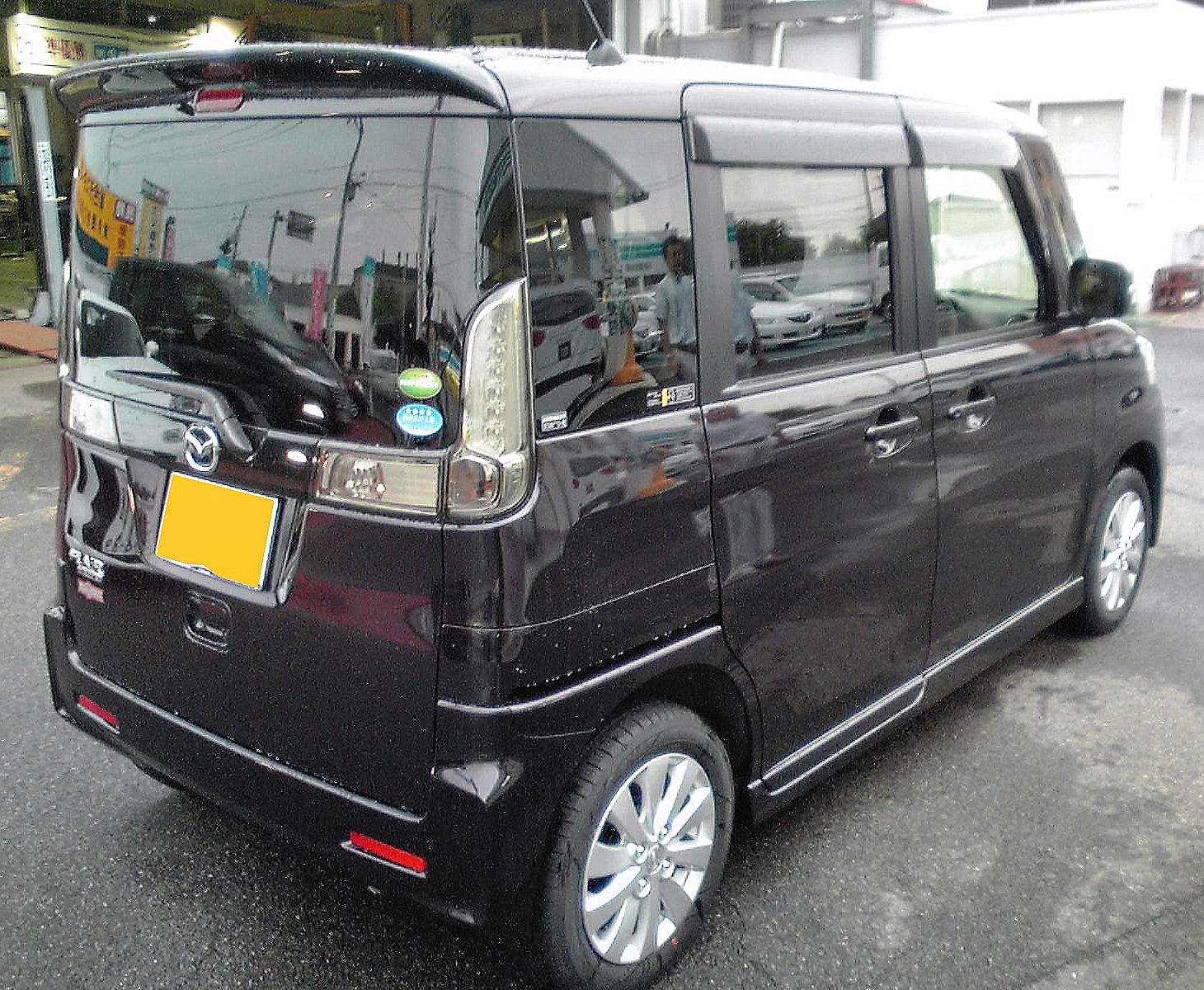
前期型 カスタムスタイルXS リア
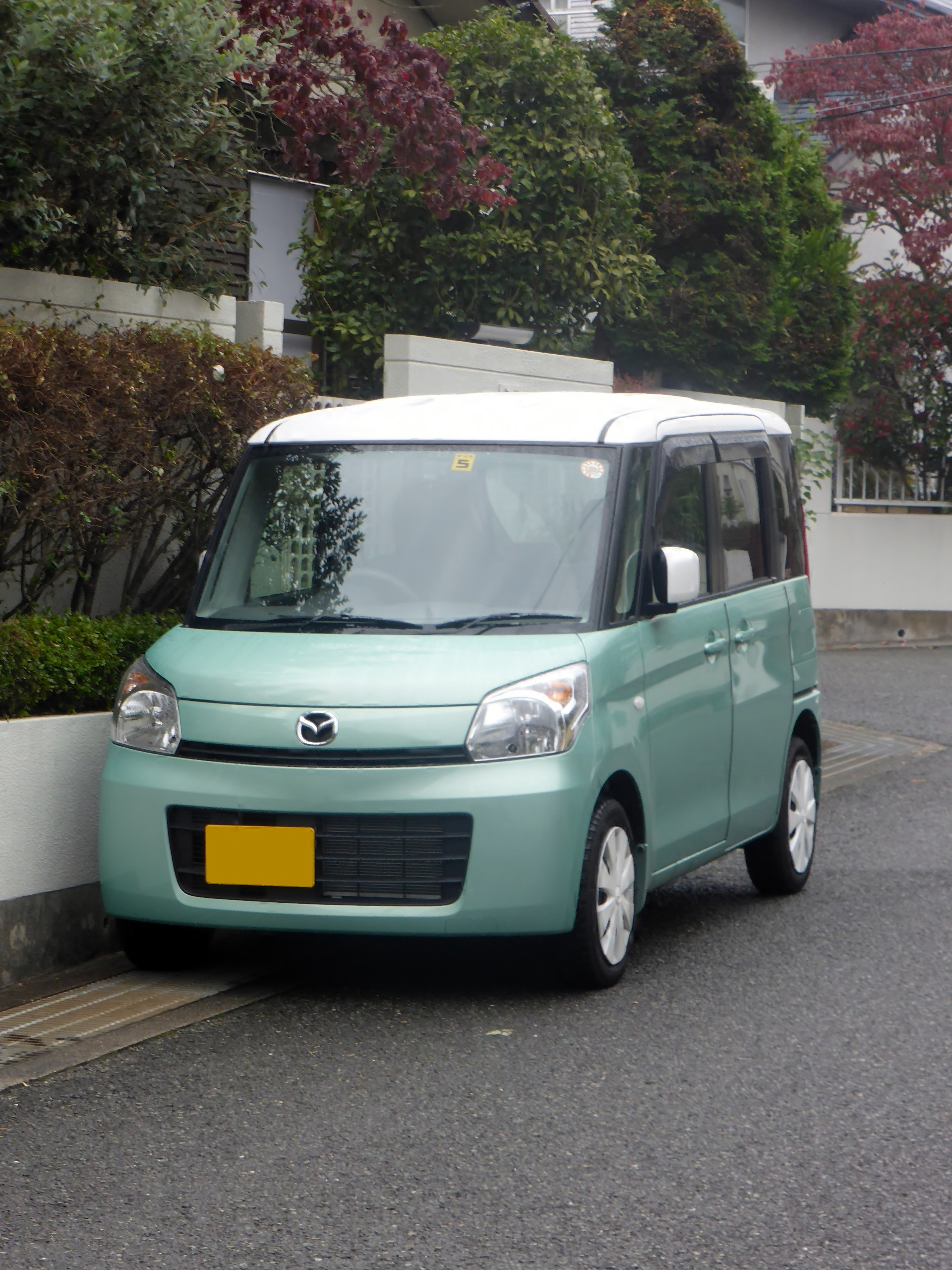
前期型 XS 2トーンカラー （2013年3月 - 2013年9月）
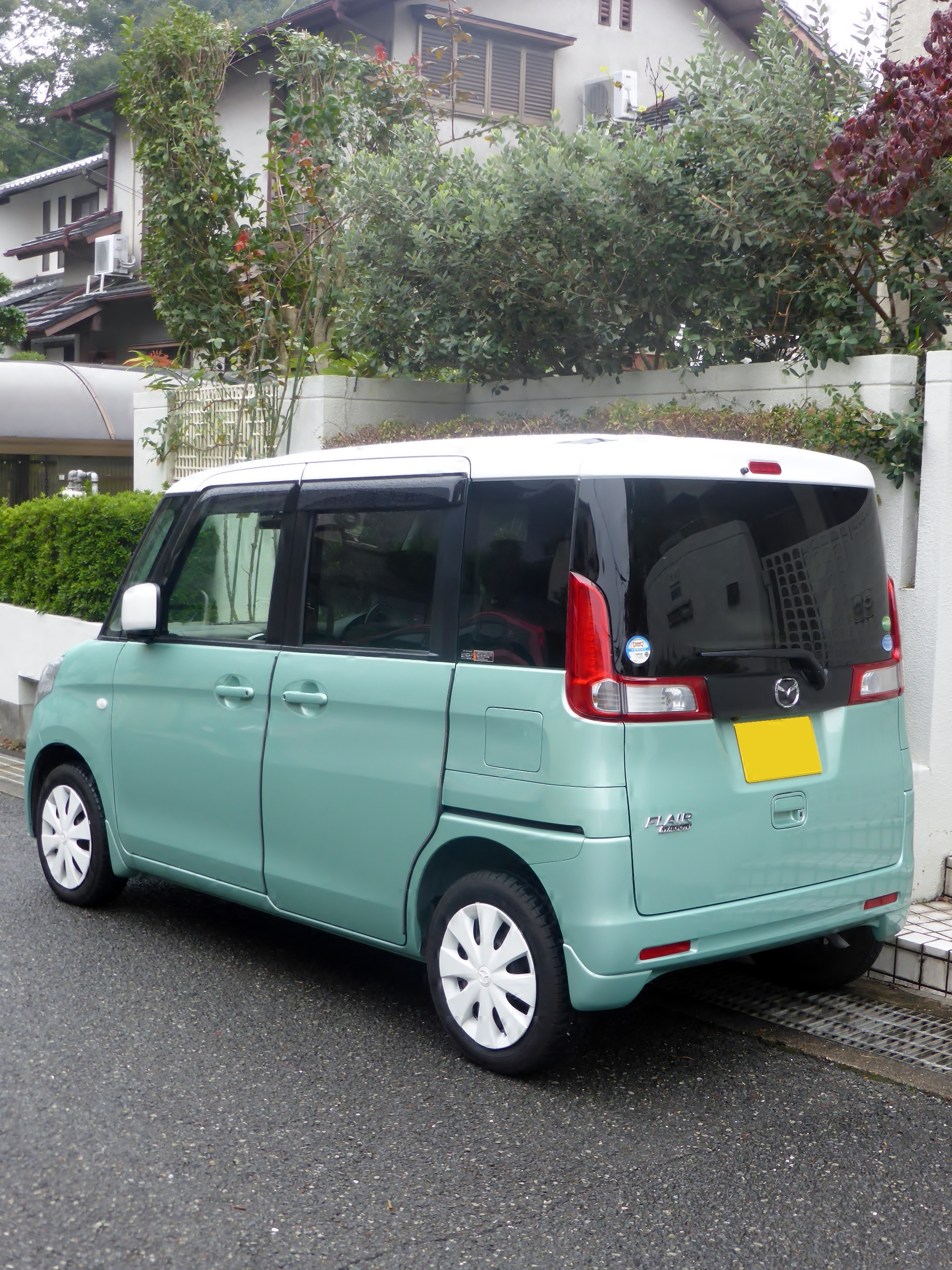
前期型 XS 2トーンカラー リア
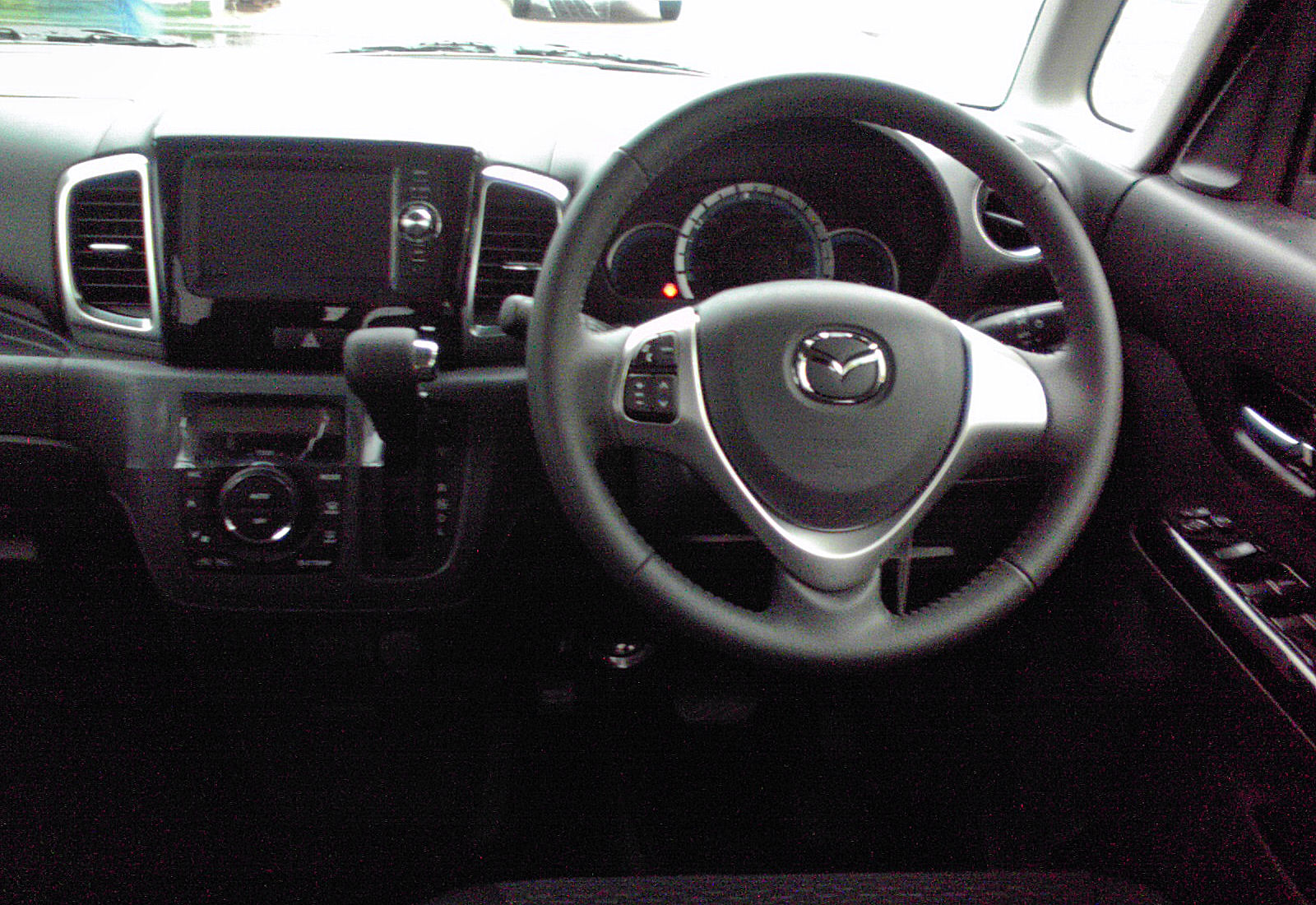
前期型 カスタムスタイルXS 室内

## 3代目 MM53S型（2018年 - 2023年）

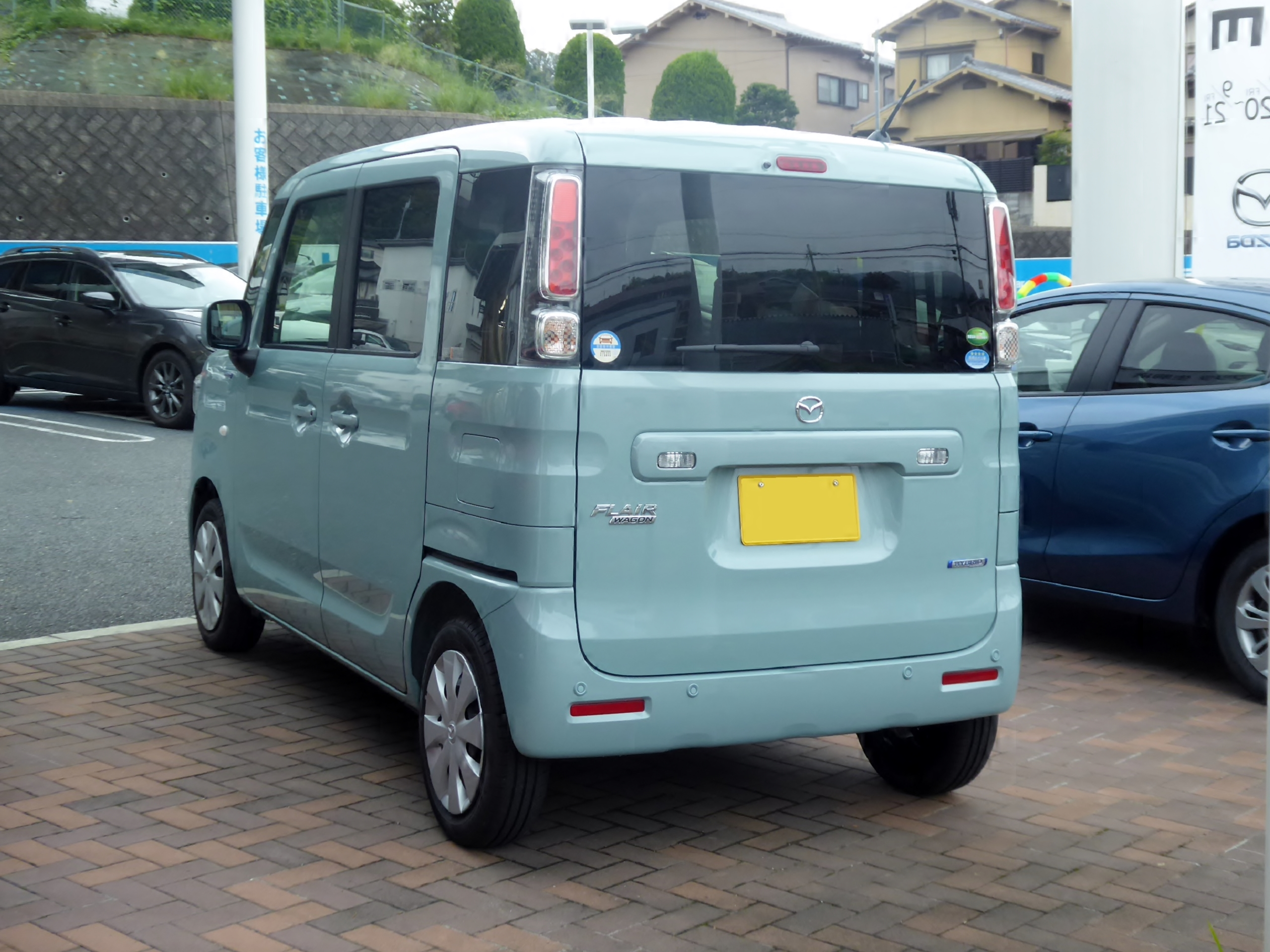
HYBRID XS リア
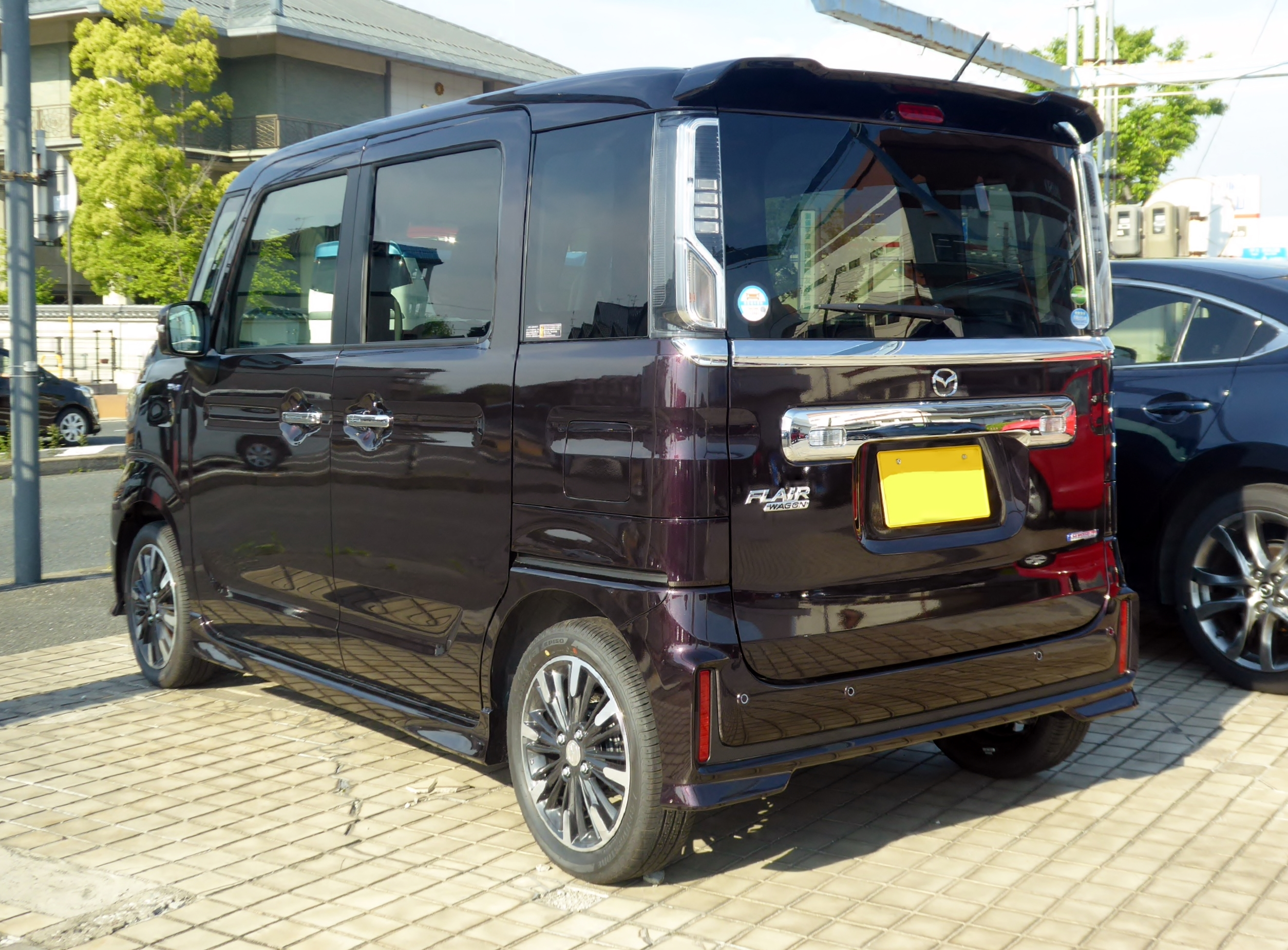
カスタムスタイル HYBRID XS リア
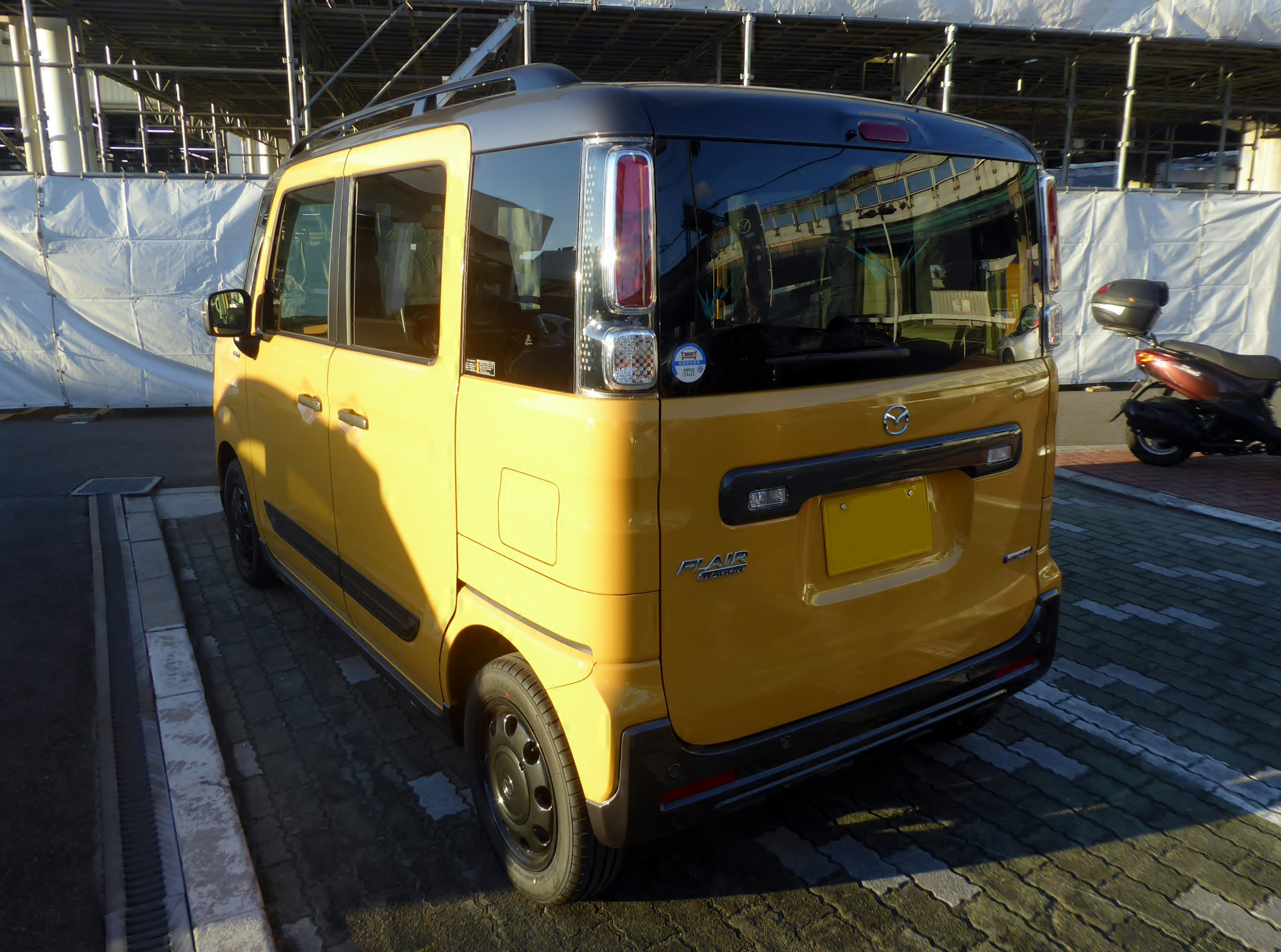
タフスタイルHYBRID XS リア

2017年12月22日
フルモデルチェンジが発表された（2018年2月8日販売開始）。
グレード体系は2代目の2017年1月一部改良モデル時の体系が引き継がれるが、2代目フレア同様にマイルドハイブリッドシステムが搭載されたため、グレード名称を「HYBRID XG」、「HYBRID XS」、「カスタムスタイル HYBRID XG」、「カスタムスタイル HYBRID XS」、「カスタムスタイル HYBRID XT」にそれぞれ変更された。
主要装備や機構においては2代目スペーシア/スペーシアカスタムに準じており、前方用の衝突被害軽減ブレーキは2代目フレアに次いでの採用となるレーザーレーダー+単眼カメラ方式の「デュアルセンサーブレーキサポート」に変更され、後方用の衝突被害軽減ブレーキとして超音波センサー方式の「後退時ブレーキサポート」を追加。誤発進抑制機能を後方にも追加されたほか、ハイビームアシスト機能とリアパーキングセンターも追加された。ただし、オプションパッケージは「HYBRID XS」専用の「2トーンパッケージ」と「アップグレードパッケージ」のみ（同時装着も可）で、一部安全装備のレス化の設定が無いほか、発売当初は「全方位モニター用カメラパッケージ」も設定されなかった。また、2代目とは異なり、2代目スペーシア/スペーシアカスタムに装着されているマイルドハイブリッド専用エンブレム（背景色が銀・文字色が青）がフレアワゴンにもそのまま装着され、フレアワゴンではホイールキャップのデザインが異なる。
ボディカラーは「HYBRID XG」・「HYBRID XS」は2代目の「XG」・「XS」専用色の「フェニックスレッドパール」が廃止され、残りの4色を踏襲、新色の「オフブルーメタリック」と「チアフルピンクメタリック」が追加されて6色に拡大。「HYBRID XS」に設定の2トーンカラーは刷新され、ホワイトルーフと組み合わせた新色2色となった。カスタムスタイルは2017年4月の仕様変更時のバリエーションがそのまま踏襲され、2代目フレアにも設定されている「ブレイブカーキパール（特別塗装色）」が追加設定されて5色に拡大するとともに、カスタムスタイルでは初となる2トーンカラーも設定された。なお、2代目スペーシア/スペーシアカスタムよりもバリエーションが絞り込まれており、前述の「フェニックスレッドパール」だけでなく、「ツールグリーンパールメタリック（スペーシア専用色）」、「アーバンブラウンパールメタリック」、「アクティブイエロー（スペーシアカスタム専用色）」、「ブリスクブルーメタリック」もフレアワゴンでは未設定となるほか、ブラックルーフとの2トーンカラーは「ピュアホワイトパール」のみで、「カスタムスタイル HYBRID XS」と「カスタムスタイル HYBRID XT」のみの設定となる。内装色についても「HYBRID XS」はモノトーンがブラック内装、2トーンカラーがベージュ内装でそれぞれ固定となる。
また、2代目スペーシア/スペーシアカスタム同様に、JC08モード走行での燃費消費率が2代目・後期型よりも低下したため、ターボ・4WD車以外は燃費基準達成ラベルが格下げとなり、「HYBRID XG」の2WD車は「平成32年度燃費基準+20%」達成、「HYBRID XG」の2WD車を除くNA車は「平成32年度燃費基準+10%」達成、「カスタムスタイル HYBRID XT」の2WD車は平成32年度燃費基準達成となった。
2018年5月21日
2代目を継続販売していた車いす移動車がフルモデルチェンジされた。
主要装備や機構においては2018年2月にフルモデルチェンジされたスペーシア車いす移動車に準じており、カタロググレード同様に前方用の衝突被害軽減ブレーキを「デュアルセンサーブレーキサポート」に変更されるとともに、ハイビームアシスト機能が追加された。
グレード体系は2代目同様モノグレード体系だが、2代目の「XE」から、マイルドハイブリッド仕様の「HYBRID XG」となった。ボディカラーは2代目（2017年4月仕様変更モデル）同様に「シルキーシルバーメタリック」と「ピュアホワイトパール（オプションカラー）」の2色のみで、スペーシアの車いす移動車では「HYBRID X リアシート付車」専用色として設定されている「オフブルーメタリック」は非設定となる。
2018年12月26日
「タフスタイル」を追加設定し、同時に一部改良された。
「タフスタイル」は、スペーシアに追加設定された「ギア」がベースとなるSUVテイストのデザインとしたモデルで、グレードはNA車の「タフスタイル HYBRID XS（スペーシア ギア「HYBRID XZ」相当）」と「タフスタイル HYBRID XT（同「HYBRID XZターボ」相当）」の2種類が設定される。エンブレム類の違い以外はスペーシア ギアそれぞれの該当グレードに準じるものの、「タフスタイル HYBRID XT」はスペーシア ギア「HYBRID XZターボ」ではオプション設定となっている「全方位モニター用カメラパッケージ」が標準装備されるほか、ボディカラーはモノトーンは共通色の「ピュアホワイトパール（オプションカラー）」のみ、「タフスタイル」専用のガンメタリックルーフ仕様の2トーンカラーは「HYBRID XG」・「HYBRID XS」にも設定されている「オフブルーメタリック」、従来フレアワゴンでは設定されていなかった「アクティブイエロー」と「ツールグリーンパールメタリック」の3色のみが設定される。
「HYBRID XG」・「HYBRID XS」及び「カスタムスタイル」の一部改良では、発売当初未設定だった「全方位モニター用カメラパッケージ」が「カスタムスタイル HYBRID XT」に標準装備、「HYBRID XS」の「アップグレードパッケージ」装着車と「カスタムスタイル HYBRID XS」にオプション設定された。本パッケージでは、パッケージの装備としてマツダの軽自動車で初採用となる全方位モニター3Dビュー機能、フロントガラス投影式ヘッドアップディスプレイ、標識認識機能（進入禁止）が備わる。また、ボディカラーの整理により、「HYBRID XG」・「HYBRID XS」専用色だった「チアフルピンクメタリック」は「HYBRID XS」の2トーンカラー専用色へ移行され、「カスタムスタイル」専用色だった「ブレイブカーキパール（特別塗装色）」が廃止された。
2020年9月3日
一部改良。
前方用の衝突被害軽減ブレーキを2代目・2015年5月マイナーチェンジモデルに採用されていた「デュアルカメラブレーキサポート」となり、夜間歩行者検知機能を追加して搭載。また、全車速追従機能付クルーズコントロールを「カスタムスタイル」・「タフスタイル」全車及び「HYBRID XS」の「アップグレードパッケージ」に標準装備されたほか、従来は「カスタムスタイル HYBRID XT」のみに装備されていたSRSエアバッグシステム（カーテン）を全車に拡大して標準装備された。
また、メーター内ディスプレイを拡大したほか、「HYBRID XG」を除く全グレードにはインストルメントパネル中央下部にUSBチャージャー端子2口を追加し、フロントワイパーに時間調整機能を追加。「HYBRID XS」には従来は「タフスタイル」全車及びカスタムスタイルの「HYBRID XG」・「HYBRID XT」に装備されていた運転席シートバックテーブルが追加装備された。
ボディカラーの2トーンカラー（特別塗装色）の設定も変更され、「HYBRID XS」は「チアフルピンクメタリック」を廃止する替わりに、2代目の2017年1月改良モデルに設定されていた「シフォンアイボリーメタリック」を約2年9ヶ月ぶりに復活設定（スペーシア同様に、ルーフレールの廃止により「2トーンルーフパッケージ」が廃止され、特別塗装色扱いとなった）。「タフスタイル」は「ツールグリーンパールメタリック」と入れ替えで「クールカーキパールメタリック」を追加設定した。ただし、スペーシアの一部仕様変更で追加された「スチールシルバーメタリック ブラック2トーンルーフ（カスタム専用色）」、「デニムブルーメタリック ガンメタリック2トーンルーフ（ギア専用色）」はフレアワゴンでは非設定となるほか、「シフォンアイボリーメタリック」は「HYBRID XG」・「HYBRID XS」専用色、「クールカーキパールメタリック」は「タフスタイル」の2トーン専用色となる。
なお、今回の一部改良でWLTCモードによる燃料消費率（JC08モードによる数値も併記）並びに排出ガスに対応し、NA車は「平成30年排出ガス基準50%低減レベル（☆☆☆☆）」、ターボ車は「同25%低減レベル（☆☆☆）」認定をそれぞれ取得したが、OEM元のスペーシア同様、ターボ車はJC08モードでの燃料消費率が低下したため、「カスタムスタイル HYBRID XT」と「タフスタイル HYBRID XT」の4WD車は「平成27年度燃費基準+10%」達成となった。さらに、リア左下に装着されている「FLAIR WAGON」の車名エンブレムが独自フォントである「Mazda Type」へ変更された。
2021年12月10日
一部商品改良を発表（12月24日発売）。
「HYBRID XG」・「HYBRID XS」及びカスタムスタイルでフロントグリルの意匠が変更となり、「HYBRID XG」・「HYBRID XS」は水平基調のメッキグリルに統一化。カスタムスタイルはフルメッキ仕様となった。タフスタイルはアルミホイールの意匠が変更された。
カスタムスタイル・タフスタイルはインパネカラーパネルやシートなどのアクセント色が変更されたほか、カメラが左右の区画線を検知し、システムが車線逸脱の可能性が高いと判断された時にドライバーに車線逸脱防止方向へのステアリング操作を促し、車両を車線の内側に戻すように支援する車線逸脱抑制機能が装備された（なお、車線逸脱抑制機能は「HYBRID XS」にもメーカーオプションの「アップグレードパッケージ」に設定される）。ただし、フレアワゴンでは全方位モニター付メモリーナビゲーション（+車載通信機）のメーカーオプションが設定されない。
ボディカラーは「HYBRID XG」・「HYBRID XS」は「シフォンアイボリーメタリック」を廃止する替わりに、新色の「ライトブロンズパールメタリック」が設定され、「HYBRID XS」専用の2トーンカラー（ホワイトルーフ）も同様に「シフォンアイボリーメタリック」から「ライトブロンズパールメタリック」へ入替。カスタムスタイルは「スチールシルバーメタリック（特別塗装色）」を廃止する替わりに、新色の「インディゴブルーメタリック2」が設定された。なお、スペーシアの一部仕様変更時に追加された「アーバンブラウンパール」と「インディゴブルーメタリック2」の2トーンカラーはフレアワゴンでは未設定となる。
- HYBRID XS
リア
- カスタムスタイル HYBRID XS
リア
- タフスタイルHYBRID XS
リア

## 4代目 MM54S/94S型（2023年 -）

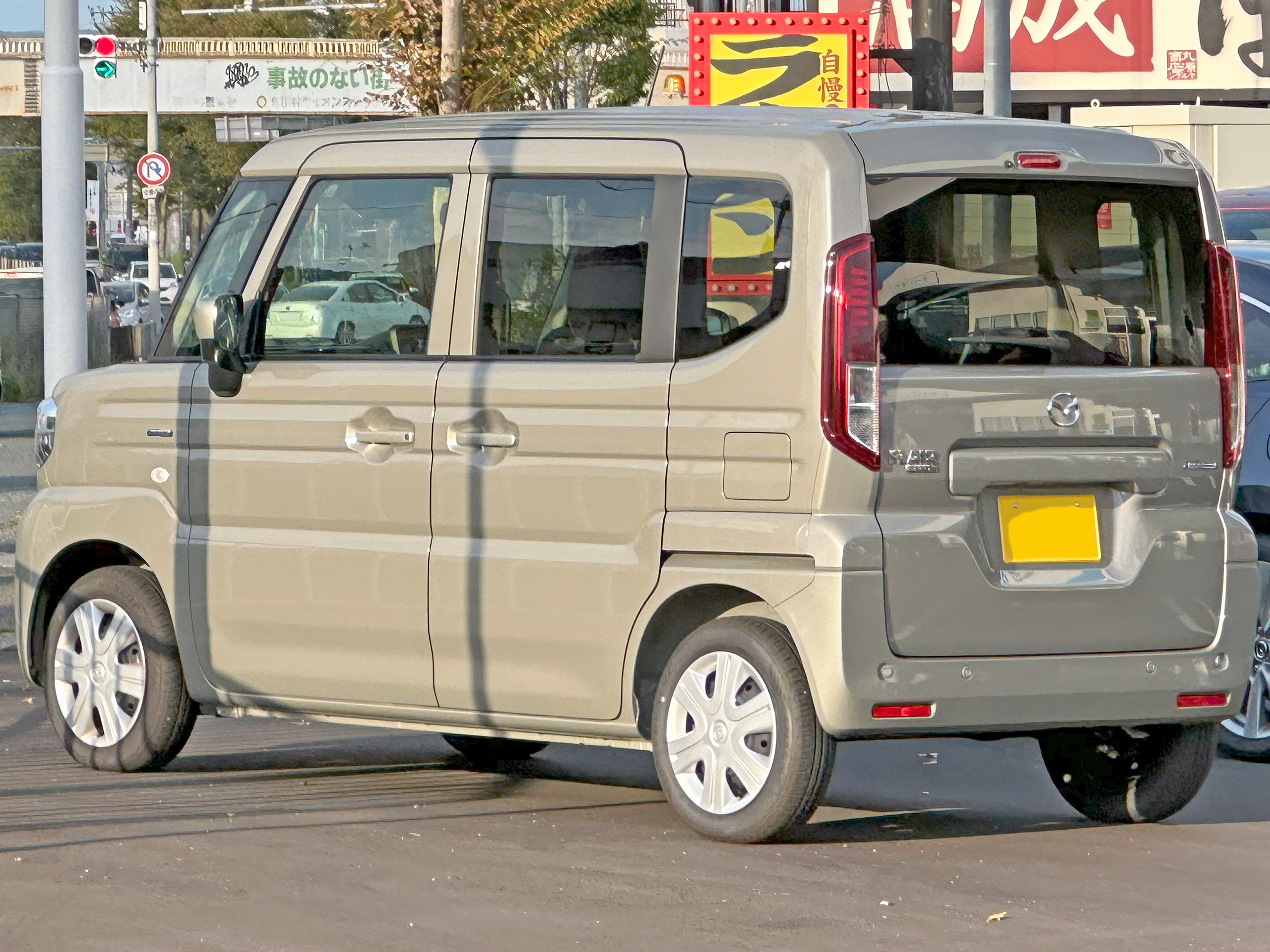
XG リア
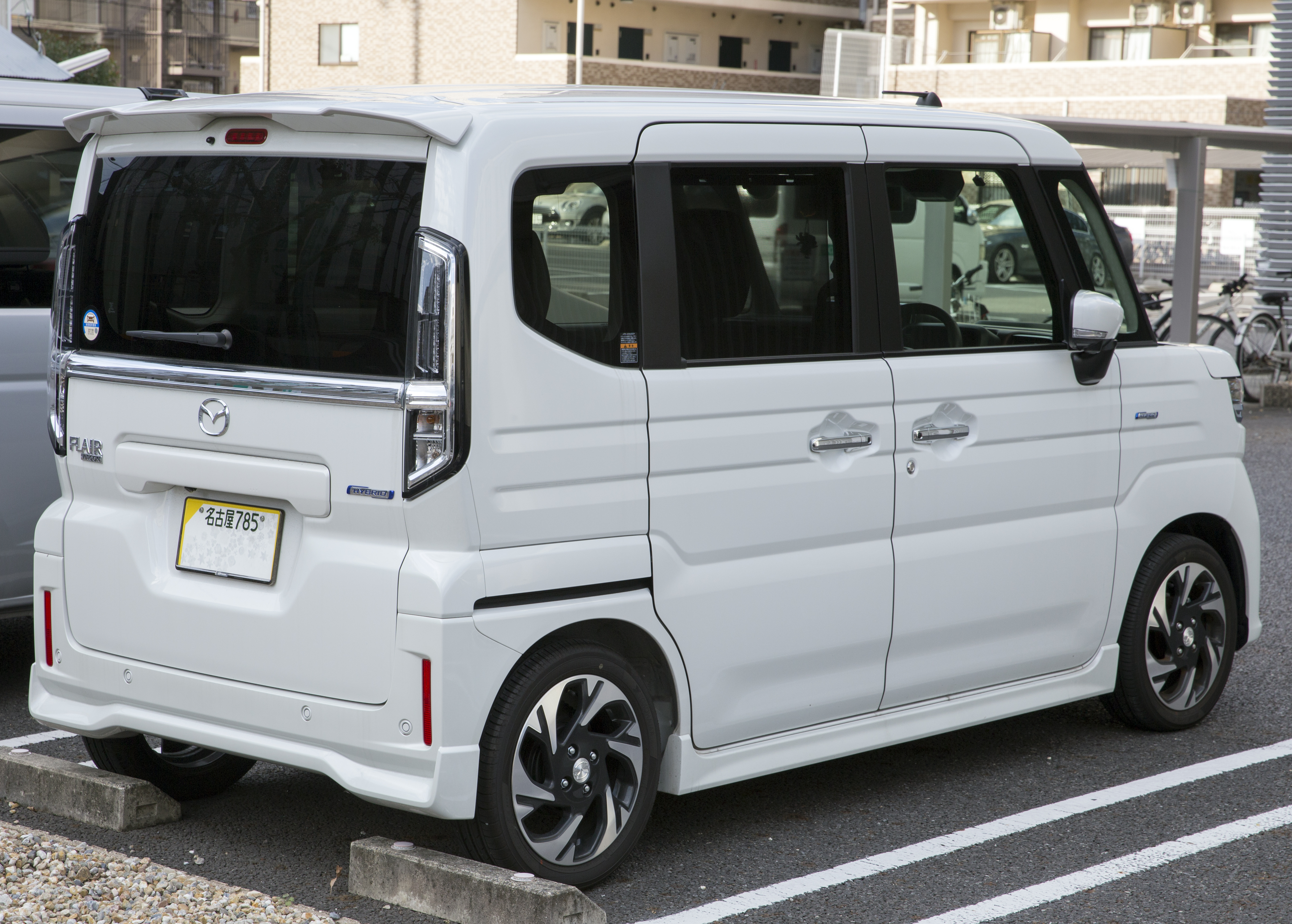
カスタムスタイルXT リア

2023年12月25日
フルモデルチェンジが発表され、同日より発売された。
ベース車であるスペーシアギアがラインナップから一時的に外れたのに合わせて発売当初はタフスタイルの設定がなかったほか、カスタムスタイルは廉価グレードの「HYBRID XG」を廃止。グレード名は2代目のグレード名称に戻され、「XG」、「XS」、「カスタムスタイルXS」、「カスタムスタイルXT」となった。
主要装備や機構は3代目スペーシア/スペーシアカスタムに準じており、安全性能では衝突被害軽減ブレーキがマツダ車で初となるミリ波レーダー+単眼カメラ方式の「デュアルセンサーブレーキサポートII」となり、交差点衝突回避支援（右左折・出合頭車両）を追加。超音波センサーをフロントバンパーにも内蔵されたことで「後退時ブレーキサポート」が前進時にも対応して「低速時ブレーキサポート」へ強化された。「XS」に設定の「セーフティパッケージ」装着車及びカスタムスタイルはマツダの軽自動車で初めてパーキングブレーキが電動化され、ブレーキホールドも装備。アダプティブクルーズコントロールは停止保持機能が追加され、カスタムスタイルにはマツダの軽自動車で初となるステアリングヒーターも装備された。また、3代目では未設定だった全方位モニター付メモリーナビゲーションは「XS」・「カスタムスタイルXS」にメーカーオプション設定、「カスタムスタイルXT」に標準装備された。エンジンはNA車がR06D型へ換装され、CVTは軽量且つ高効率化が図られた新型へ変更された。
ボディカラーは3代目から共通色のピュアホワイトパール（特別塗装色）とブルーイッシュブラックパール3、「XG」・「XS」専用色のオフブルーメタリック、カスタムスタイル専用色のインディゴブルーメタリック2の4色が踏襲され、「XG」・「XS」には新規色のミモザイエローパールメタリック、トーニーブラウンメタリック、モスグレーメタリックの3色を追加。カスタムスタイルには2021年12月の一部仕様変更時に廃止されていたスチールシルバーメタリック（特別塗装色）が復活設定された。2トーンカラー（特別塗装色）は「XS」はルーフ色がソフトベージュとなり、ルーフ色を変更して3代目から踏襲されるオフブルーメタリックに、ミモザイエローパールメタリックとトーニーブラウンメタリックを追加した3色。カスタムスタイルは3代目から踏襲されるピュアホワイトパールに加え、スチールシルバーメタリックが追加された。なお、スペーシアに設定されているコーラルオレンジメタリックとシフォンアイボリーメタリック（コーラルオレンジメタリックは2トーンカラーを含む）、スペーシアカスタムに設定のフェニックスレッドパール、アーバンブラウンパールメタリック、クールカーキパールメタリック（フェニックスレッドパールは2トーンカラーを含む）はフレアワゴンには設定されず、インディゴブルーメタリック2はモノトーンのみの設定となる。
2024年3月
車いす移動車を3代目へフルモデルチェンジ。
主要装備や機構は2023年12月に3代目へフルモデルチェンジされたスペーシア車いす移動車に準じており、カタロググレード同様に衝突被害軽減ブレーキを「デュアルセンサーブレーキサポートII」へ変更するとともに、低速時ブレーキサポート（前進時/後退時）も標準装備。テールゲート一体型スロープに前倒し機構が追加され、車いす乗員用手すりが回転タイプに変更された。
グレード名は歴代同様モノグレード体系だが、名称を「XG」に変更（なお、駆動方式は従来通り2WDのみの設定となる）。ボディカラーは3代目からピュアホワイトパール（特別塗装色）が踏襲され、3代目では非設定だったオフブルーメタリックが設定された。なお、スペーシア車いす移動車では「HYBRID X」専用色として設定されているトーニーブラウンメタリックは非設定となる。
2024年10月17日
発売当初設定されなかったタフスタイルが2代目へフルモデルチェンジされ、同日より発売された。グレード体系は初代に準じるが、グレード名称が「タフスタイルXS」・「タフスタイルXT」へ変更となった。
主要装備や機構は2代目スペーシアギアに準じる。また、2代目スペーシアギアではメーカーオプション設定となるメモリーナビゲーションは「カスタムスタイルXT」同様標準装備される。
ボディカラーは初代からピュアホワイトパール、オフブルーメタリック2トーンカラー、クールカーキパールメタリック2トーンカラーの3色（全て特別塗装色）が踏襲され、黄系はアクティブイエロー2トーンカラー（特別塗装色）から4代目フレアワゴンと同じミモザイエローパールメタリック2トーンカラー（特別塗装色）へ差し替え。さらに、モスグレーメタリックとソフトベージュメタリック2トーンカラー（特別塗装色）が追加され、全6色に拡充された。なお、2代目スペーシアギアに設定されているブルーイッシュブラックパール3、デニムブルーメタリック ガンメタリック2トーンルーフ、フェニックスレッドパール ガンメタリック2トーンルーフの3色はフレアワゴン タフスタイルでは未設定となる。
- XG リア
- カスタムスタイルXT リア

## 車名について
「flair」は英語で「才能」「ひらめき」「おしゃれ」を意味する。これと「ワゴン」とを組み合わせた造語で、このクルマの持つ「才能」を表現したネーミングである。